# Cheviré-le-Rouge

Cheviré-le-Rouge este o comună în departamentul Maine-et-Loire, Franța. În 2009 avea o populație de 910 de locuitori.